# Sacrificium (gruppo musicale)
Sacrificium sono una band death metal tedesca. Nati nel 1994 inizialmente con un suond tipicamente thrash metal, successivamente hanno virato verso un death metal con alcuni passaggi melodici. Hanno pubblicato due album ufficiali e altrettanti demo.

## Formazione

### Formazione attuale
- Claudio Enzler - voce (1996 - )
- Oliver Tesch - chitarra (1994 - )
- Matthias Brandt - chitarra
- Thorsten Brandt - chitarra
- Mario Henning - batteria (1996 - )

### Ex componenti
- Roman Wagner – voce
- Sebastian Wagner - voce, basso
- Ulrike Uhlmann - chitarra (2001 - ??)
- Samuel Herbrich - basso (2004 - ??)
- Manuel Iwansky – basso
- Manuel Kerkow - basso
- Markus Hauth – batteria

## Discografia

### Album in studio
- 2002 - Cold Black Piece of Flesh
- 2005 - Escaping the Stupor
- 2013 - Prey for Your Gods

### Demo
- 1993 - Demo 1993
- 1996 - Demo 1996
- 1998 - Mortal Fear